# Cách mạng Cuba
Cách mạng Cuba (tiếng Tây Ban Nha: Revolución cubana) là một cuộc nổi dậy vũ trang được lãnh đạo bởi đảng cách mạng Phong trào 26 tháng 7 (viết tắt M-26-7) của Fidel Castro và các đồng chí của mình chống lại chế độ độc tài quân sự của Tổng thống Cuba Fulgencio Batista. Cuộc cách mạng bắt đầu vào tháng 7 năm 1953, và tiếp tục cho đến khi cuối cùng lật đổ Batista vào ngày 1 tháng 1 năm 1959, thay thế chính phủ của ông với một nhà nước cách mạng xã hội chủ nghĩa. Ngày 26 tháng 7 năm 1953 được kỉ niệm trong Cuba như là ngày cách mạng. Đảng M-26-7 sau đó đã cải tổ theo đường lối cộng sản, trở thành Đảng Cộng sản Cuba vào tháng 10 năm 1965 
Cách mạng Cuba có tác động lớn trong phạm vi quốc nội và quốc tế; đặc biệt, nó tái định hình quan hệ của Cuba với Hoa Kỳ, tuy nhiên những cố gắng để cải thiện mối quan hệ ngoại giao đã đạt được sự phát triển trong những năm gần đây. Để ngăn chặn các phong trào cách mạng cánh tả khác tại Nam Mỹ, Hoa Kỳ áp đặt và duy trì chính sách cấm vận chống Cuba. Như một kết quả tức thì của cách mạng là chính phủ của Fidel Castro bắt đầu một chương trình quốc hữu hóa, tập trung báo chí và củng cố chính trị mà đã biến đổi nền kinh tế và xã hội dân sự Cuba. Cách mạng cũng khởi đầu một thời kỳ mà Cuba can thiệp vào các xung đột quân sự quốc tế, bao gồm Nội chiến Angola và Cách mạng Nicaragua. Một vài cuộc nổi loạn đã xảy ra 6 năm sau 1959 giữa sự bần cùng hóa giai cấp nông dân, chủ yếu trong những dãy núi Escambray thuộc tỉnh Sancti Spíritus, Cienfuegos và Villa Clara của Cuba 

## Bối cảnh và nguyên nhân
Fulgencio Batista là tổng thống tuyển cử của Cuba từ 1940 đến 1944, ông đoạt quyền trong một cuộc chính biến quân sự và đình chỉ tuyển cử năm 1952, và bắt đầu nhiệm kỳ tổng thống thứ nhì của mình vào tháng 3 năm 1952. Mặc dù Batista là một người tương đối cấp tiến trong nhiệm kỳ tổng thống đầu tiên của mình, song trong thập niên 1950 ông tỏ ra độc tài hơn nhiều và bàng quan trước những lo lắng của dân chúng. Trong khi Cuba vẫn còn khó khăn do tỷ lệ thất nghiệp cao và hạn chế về cơ sở hạ tầng nước, Batista bị dân chúng phản đối do việc ông ta thiết lập các mối quan hệ có lợi với tội phạm có tổ chức và cho phép các công ty Hoa Kỳ chi phối kinh tế Cuba.
Trong nhiệm kỳ tổng thống đầu tiên của mình, Batista được Đảng Cộng sản Cuba ủng hộ, song trong nhiệm kỳ tổng thống thứ nhì ông trở nên chống cộng mãnh liệt do được sự ủng hộ chính trị và viện trợ quân sự từ Hoa Kỳ. Batista phát triển một cơ sở an ninh có quyền lực lớn để trấn áp các đối thủ chính trị, Tổng thống Hoa Kỳ, John F. Kennedy mô tả Chính phủ Cuba là một "quốc gia cảnh sát toàn trị" vào năm 1960. Trong những tháng sau cuộc đảo chính tháng 3 năm 1952, một luật sư và nhà hoạt động chính trị trẻ tuổi là Fidel Castro kiến nghị lật đổ Batista với cáo buộc tham nhũng và chuyên chế. Tuy nhiên, những tranh luận theo hiến pháp của Fidel Castro đều bị tòa án Cuba bác bỏ.
Sau khi thấy rằng không thể lật đổ chính phủ Batista thông qua những phương thức pháp lý, Fidel Castro quyết định phát động một cách mạng vũ trang. Để thực hiện, Fidel Castro cùng em trai là Raúl Castro thành lập một tổ chức bán quân sự gọi là "Phong trào", tàng trữ vũ khí và tuyển mộ khoảng 1.200 người theo từ tầng lớp lao động bất mãn tại La Habana cho đến cuối năm 1952.

## Giai đoạn đầu
Fidel Castro và Raúl Castro tập hợp 123 chiến binh Phong trào và lập kế hoạch về một cuộc tấn công vào các căn cứ quân sự. Ngày 26 tháng 7 năm 1953, quân nổi dậy thất bại khi tấn công Doanh trại Moncada tại Santiago và các doanh trại tại Bayamo. Ngày 26/7/1953 được coi là sự kiện mở đầu của Cách mạng Cuba.
Có tranh luận về số liệu chính xác về số quân nổi dậy thiệt mạng trong giao tranh; tuy nhiên, trong tự truyện của mình, Fidel Castro tuyên bố rằng có chín người thiệt mạng trong giao tranh, và thêm 56 người bị giết sau khi bị chính phủ Batista bắt giữ. Trong số những người thiệt mạng có Abel Santamaría, phó tư lệnh của Fidel Castro, nhân vật này bị hành hình cũng trong ngày 26 tháng 7. Nhiều người, trong đó có Fidel và Raúl Castro, bị bắt ngay sau đó. Trong một phiên tòa mang tính chính trị cao độ, Fidel Castro nói gần bốn tiếng nhằm bào chữa cho mình, kết thúc bằng câu "Kết án tôi không phải là vấn đề. Lịch sử sẽ giải oan cho tôi." Fidel Castro bị kết án 15 năm trong trại giam Presidio Modelo, nằm trên đảo Thông, trong khi Raúl Castro bị kết án 13 năm. Tuy nhiên, đến năm 1955, trước các áp lực chính trị, chính phủ Batista phóng thích toàn bộ tù nhân chính trị tại Cuba, trong đó có những người tấn công doanh trại Moncada. Giáo viên dòng Tên thời thiếu niên của Fidel Castro thành công trong việc thuyết phục Batista phóng thích cả Fidel và Raúl.
Ngay sau đó, anh em nhà Castro kết giao với những người lưu vong khác tại Mexico nhằm chuẩn bị cho việc lật đổ Batista, tiếp nhận huấn luyện từ Alberto Bayo- một lãnh đạo của phe Cộng hòa trong Nội chiến Tây Ban Nha. Trong tháng 6 năm 1955, Fidel Castro gặp nhà cách mạng người Argentina Ernesto "Che" Guevara, Guevara tham gia đại nghiệp của Fidel Castro. Những nhà cách mạng tự định danh là "Phong trào 26 tháng 7", nhằm ám chỉ ngày họ tấn công doanh trại Moncada vào năm 1953.

## Chiến tranh du kích
| “                                                                                | "Tôi tin tưởng rằng không quốc gia nào trên thế giới, kể cả các quốc gia còn đang nằm trong vòng thuộc địa, phải chịu sự thuộc địa hóa nền kinh tế, sự khổ nhục và bóc lột tệ hại hơn Cuba, phần nào do chính sách của chúng ta trong thời chế độ Batista. Tôi ủng hộ tuyên cáo của Fidel Castro tại Sierra Maestra, khi ông kêu gọi một cách chính đáng, và đặc biệt thống thiết, giải thoát Cuba khỏi sự thối nát. Tôi còn muốn đi xa hơn nữa: trong một chừng mực nào đó, Batista là hiện thân của một số tội lỗi về phía Hoa Kỳ. Giờ đây chúng ta phải trả giá cho những tội lỗi đó. Về phía chính quyền Batista, tôi tán đồng cách mạng Cuba đầu tiên. Một cách rõ ràng." | ” |
| — Tổng thống Hoa Kỳ John F. Kennedy, trả lời phỏng vấn Jean Daniel, 24 -10 -1963 | |   |

Thuyền buồm Granma đến Cuba vào ngày 2 tháng 12 năm 1956, chở theo anh em nhà Castro và 80 người khác thuộc Phong trào 26 tháng 7. Họ đổ bộ tại Playa Las Coloradas, thuộc đô thị Niquero, đến chậm hai ngày so với kế hoạch do thuyền chở nặng, không giống như khi chạy thử. Điều này khiến cho hy vọng phối hợp tấn công với cánh llano của phong trào bị thất bại. Sau khi đến và rời khỏi tàu, nhóm quân nổi dậy bắt đầu lập kế hoạch tiến vào dãy núi Sierra Maestra tại miền đông nam Cuba. Ba ngày sau khi cuộc hành quân bắt đầu, quân của Batista tấn công và sát hại hầu hết những người từng đi trên Granma – dù con số tử vong chính xác còn có tranh cãi, song có không hơn 20 trong số 82 người ban đầu còn sống sau cuộc chạm trán ban đầu với quân đội Cuba và thoát được đến dãy Sierra Maestra.
Nhóm những người sống sót gồm có Fidel Castro và Raúl Castro, Che Guevara và Camilo Cienfuegos. Họ phân tán, một mình hoặc trong các nhóm nhỏ, lang thang qua các núi, tìm kiếm lẫn nhau. Cuối cùng, họ lại liên kết lại được với sự trợ giúp của những người nông dân, và sau đó thành lập tập thể lãnh đạo đầu não của quân du kích. Celia Sanchez và Haydée Santamaría (chị của Abel Santamaria) nằm trong số những nhà cách mạng là nữ giới đã hỗ trợ cho Fidel Castro trong núi.
Ngày 13 tháng 3 năm 1957, một nhóm cách mạng riêng biệt là Hội Đổng sự Cách mạng sinh viên (Directorio Revolucionario Estudantil) có tư tưởng chống cộng và hầu hết thành viên là sinh viên tiến hành tấn công Dinh Tổng thống tại La Habana, nỗ lực nhằm ám sát Batista và diệt trừ chính phủ. Cuộc tấn công kết thúc với thất bại hoàn toàn, lãnh đạo của tổ chức là José Antonio Echeverría thiệt mạng trong lúc đấu súng với lực lượng của Batista tại đài phát thanh của La Habana. Một nhóm những người sống sót gồm Humberto Castello, Rolando Cubela và Faure Chomon.
Sau đó, Hoa Kỳ áp đặt cấm vận đối với chính phủ Cuba và triệu hồi đại sứ của mình, làm suy yếu chính phủ hơn nữa. Sự ủng hộ của dân chúng Cuba đối với Batista bắt đầu mất dần, khi những người ủng hộ cũ hoặc gia nhập cách mạng hoặc là tách biệt với Batista. Tuy thế, Mafia và giới doanh nhân Hoa Kỳ duy trì sự ủng hộ của họ.
Chính phủ phải thường xuyên dựa vào những phương pháp tàn bạo để duy trì quyền kiểm soát của chính phủ tại các thành thị của Cuba. Tuy nhiên, trong dãy Sierra Maestra, Fidel Castro với trợ giúp của Frank País, Ramos Latour, Huber Matos, và nhiều người khác, đã tổ chức thành công các cuộc tấn công vào những đồn nhỏ của quân Batista. Che Guevara và Raúl Castro trợ giúp Fidel Castro nhằm thống nhất quyền kiểm soát chính trị của ông trong dãy núi, thường là thông qua hành hình những nhân vật bị nghi ngờ là trung thành với Batista và những đối thủ khác của Castro. Thêm vào đó, lực lượng dân quân gọi là escopeteros cũng quấy phá quân Batista tại những vùng chân núi và đồng bằng thuộc tỉnh Oriente. Lực lượng escopeteros cũng trực tiếp hỗ trợ quân sự cho quân chủ lực của Castro bằng cách bảo vệ đường tiếp tế và chia sẻ thông tin. Kết quả là dãy núi này cuối cùng rơi vào tay lực lượng của Castro.

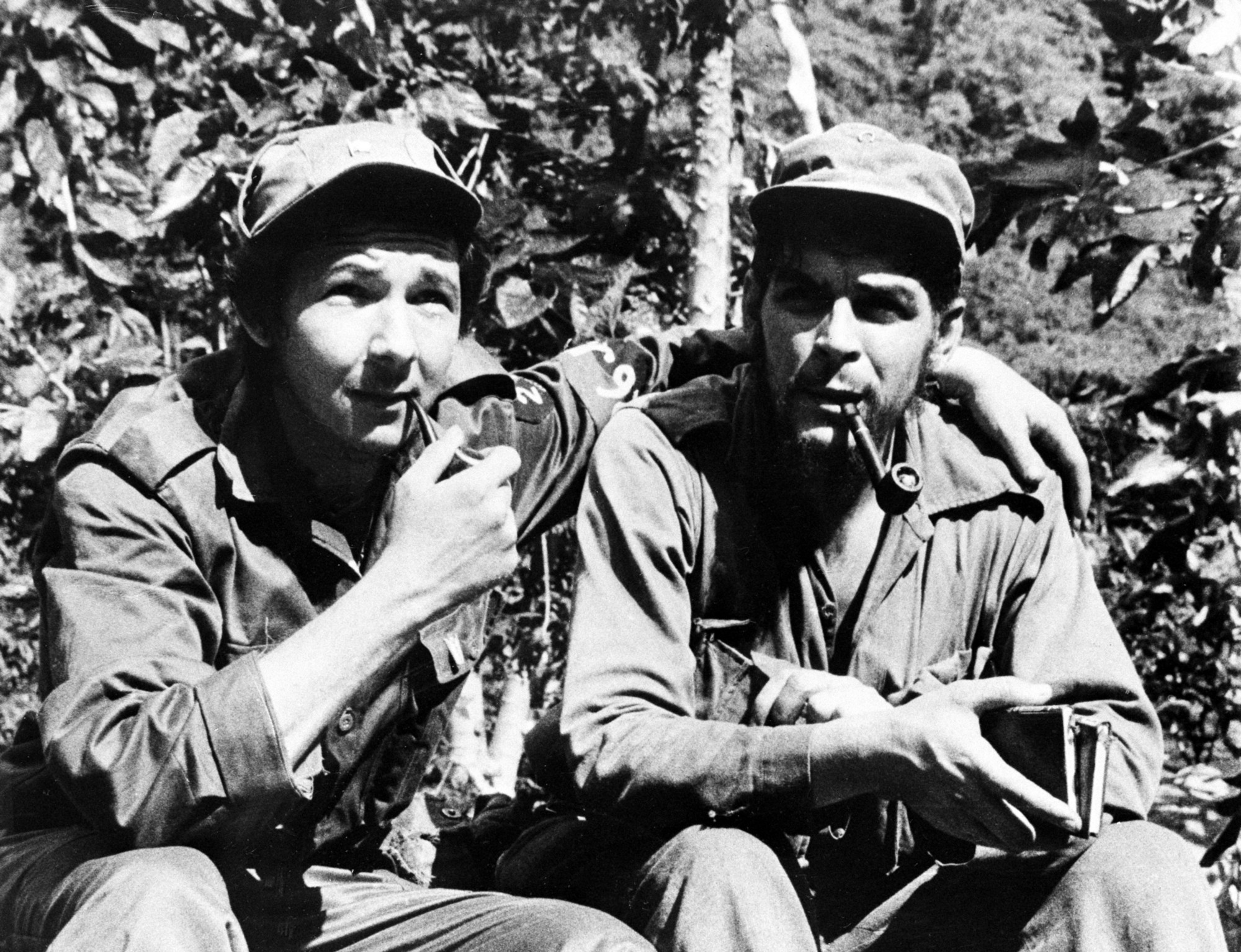
Raúl Castro (trái), cùng với Ernesto "Che" Guevara, tại thành trì của họ là núi Sierra de Cristal tại tỉnh Oriente, Cuba, năm 1958.

Ngoài việc đấu tranh vũ trang, quân nổi dậy còn sử dụng biện pháp tuyên truyền để nâng cao uy thế của họ. Một đài phát thanh bí mật, gọi là Radio Rebelde (Đài Phát thanh quân nổi dậy) được thiết lập tháng 2 năm 1958, cho phép Fidel Castro và lực lượng của ông phát các thông điệp của họ ra toàn quốc. Các buổi phát thanh này có lẽ do một người quen cũ của Castro là Carlos Franqui tiến hành, người này cuối cùng lưu vong tại Puerto Rico.
Trong suốt thời gian này, lực lượng của Fidel Castro còn rất nhỏ, có lúc không đầy 200 người, trong khi lực lượng quân đội và cảnh sát Cuba có từ 30.000 tới 40.000 người. Tuy vậy, gần như mỗi khi quân Cuba giao tranh với quân nổi dậy, họ đều phải tháo lui. Lệnh cấm vận vũ khí do Hoa Kỳ áp chế với chính phủ Cuba vào ngày 14 tháng 3 năm 1958 góp phần làm suy yếu nghiêm trọng lực lượng Batista. Không quân Cuba nhanh chóng trở nên rệu rã, họ không có khả năng sửa chữa máy bay một khi không thể nhập phụ tùng từ Hoa Kỳ nữa.
Batista cuối cùng phải mở một chiến dịch tấn công lớn vào dãy núi mang tên Chiến dịch Verano, còn phe quân nổi dậy gọi là la Ofensiva. Quân chính phủ được đưa đến gồm 12.000 binh sĩ, trong số đó phân nửa gồm tân binh chưa được huấn luyện. Trong một loạt các cuộc chạm trán, lực lượng du kích đầy quyết tâm của Fidel Castro đánh bại quân chính phủ. Trong trận La Plata, kéo dài từ 11 tháng 7 tới 21 tháng 7 năm 1958, quân của Fidel Castro đánh bại cả một tiểu đoàn quân chính phủ gồm 500 người, bắt được 240 tù binh, trong khi chỉ mất 3 người. Tuy nhiên, thế trận đảo ngược vào ngày 29 tháng 7 năm 1958, khi quân Batista tiêu diệt gần hết lực lượng nhỏ chỉ gồm 300 người của Castro trong trận Las Mercedes. Với việc lực lượng cách mạng bị khống chế bởi lực lượng đối phương đông áp đảo, Fidel Castro phải đề nghị ngưng bắn tạm thời và được chấp thuận, đình chiến tạm thời bắt đầu vào ngày 1 tháng 8. Trong suốt bảy ngày tiếp đó, khi các cuộc thương thuyết vẫn tiếp diễn mà không mang lại kết quả gì, quân của Castro dần tẩu thoát khỏi vòng vây. Tới ngày 8 tháng 8, toàn bộ lực lượng của Castro đã trốn được vào dãy núi, và như vậy trên thực tế chiến dịch Verano là thất bại đối với chính phủ Batista.

## Tấn công cuối cùng và quân nổi dậy thắng lợi
Ngày 21 tháng 8 năm 1958, sau khi đánh bại chiến dịch Ofensiva của Batista, lực lượng của Castro bắt đầu thế tấn công. Trong tỉnh Oriente, Fidel Castro, Raúl Castro và Juan Almeida Bosque chỉ huy tấn công trên bốn mặt trận. Xuống núi với những vũ khí mới lấy được trong chiến dịch Ofensiva và nhờ nhập lậu bằng máy bay, lực lượng của Fidel Castro giành một loại thắng lợi ban đầu. Đại thắng của Fidel Castro tại Guisa, và chiếm được một số thị trấn bao gồm Maffo, Contramaestre, và Central Oriente, nắm quyền kiểm soát đồng bằng Cauto.
Cùng lúc đó, ba cánh quân nổi dậy dưới quyền Che Guevara, Camilo Cienfuegos và Jaime Vega, tây tiến về Santa Clara, thủ phủ tỉnh Villa Clara. Lực lượng Batista phục kích và tiêu diệt cánh quân của Jaime Vega, nhưng hai cánh quân còn lại đến được các tỉnh trung tâm, và hợp lực với các lực lượng kháng chiến khác vốn không nằm dưới sự chỉ huy của Fidel Castro. Khi cánh quân của Che Guevara tiến qua tỉnh Las Villas, và đặc biệt là qua dãy núi Escambray – nơi lực lượng chống cộng Hội đổng sự Cách mạng (được biết đến với tên gọi Phong trào 13 tháng 3) tiến hành chiến tranh chống lại quân Batista trong suốt nhiều tháng – va chạm tăng lên giữa hai phe. Dù vậy, lực lượng nổi dậy hợp nhất vẫn tiếp tục chiến dịch, và Cienfuegos giành được một chiến thắng quan trọng trong trận Yaguajay ngày 30 tháng 12 năm 1958, khiến ông được mệnh danh "Người hùng Yaguajay".

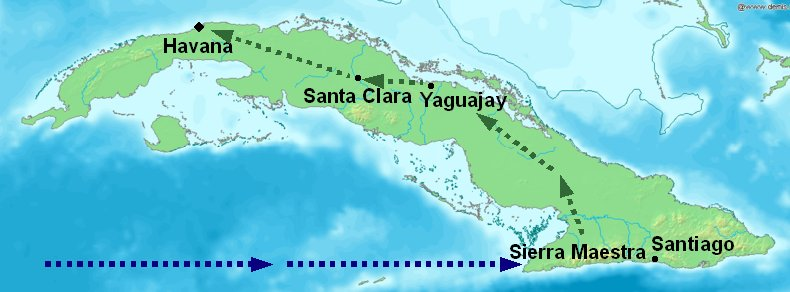
Bản đồ thể hiện việc quân nổi dậy hành quân tại Cuba.

Ngày 31 tháng 12 năm 1958, trận Santa Clara diễn tra trong cảnh đại loạn, thành phố Santa Clara thất thủ trước quân nổi dậy hợp nhất của Che Guevara, Cienfuegos, quân nổi dậy Hội đổng sự Cách mạng (RD) dưới quyền Comandantes Rolando Cubela, Juan ("El Mejicano") Abrahantes, và William Alexander Morgan. Tin tức về những thất bại này khiến cho Batista hoảng sợ, ông tẩu thoát đến Cộng hòa Dominica chỉ vài giờ sau đó trong ngày 1 tháng 1 năm 1959. Chỉ huy quân nổi dậy Hội đổng sự Cách mạng là Comandante William Alexander Morgan tiếp tục chiến đấu khi Batista đã rời đi, và chiếm được thành phố Cienfuegos vào ngày 2 tháng 1.
Castro biết tin về chuyến bay của Batista vào buổi sáng và ngay lập tức bắt đầu đàm phán để tiếp quản Santiago de Cuba. Ngày 2 tháng 1, sĩ quan tại thành phố là Đại tá Rubido lệnh cho các binh sĩ của ông ngừng chiến đấu, và quân của Fidel Castro tiếp quản thành phố. Quân của Guevara và Cienfuegos tiến vào La Habana khoảng đồng thời. Họ không gặp kháng cự trên hành trình từ Santa Clara đến thủ đô của Cuba. Fidel Castro đến La Habana vào ngày 8 tháng 1 sau một cuộc diễn hành thắng lợi kéo dài. Ông ban đầu lựa chọn Manuel Urrutia Lleó làm chủ tịch, người này nhậm thức vào ngày 3 tháng 1.

## Chuyến thăm của Chủ tịch Fidel Castro tới Mỹ năm 1959
Ngày 15 tháng 4 năm 1959, hơn 4 tháng sau khi đưa Cách mạng Cuba tới thắng lợi, Fidel Castro tới thăm Hoa Kỳ. Chuyến thăm này được đánh dấu bằng những căng thẳng giữa Castro và Chính phủ Mỹ. Ngày 1 tháng 1 năm 1959, cuộc cách mạng của Castro đã lật đổ nhà độc tài Cuba, Fulgencio Batista. Từ khi chế độ mới ở Cuba ra đời, giới chức Mỹ đã lo lắng về nhà cách mạng Fidel Castro. Dù khiến giới chính trị gia lo lắng, Castro lại được lòng báo giới Mỹ – câu chuyện về những ngày đấu tranh du kích ở Cuba, bộ quần áo rằn ri và đôi giày cao cổ mà ông ưa chuộng, cùng với bộ râu quai nón, đã tạo nên một hình tượng nổi bật. Tháng 4 năm 1959, nhận lời mời của American Society of Newspaper Editors (Hiệp hội các Nhà biên tập báo chí Hoa Kỳ), Castro sang thăm Mỹ.
Trong chuyến thăm này, Tổng thống Dwight D. Eisenhower tỏ rõ ông không có ý định gặp gỡ Castro khi đã tới sân golf để tránh phải gặp Castro. Castro đã có cuộc nói chuyện tại Hội đồng Quan hệ Đối ngoại (CFR), một viện chính sách có trụ sở ở New York, bao gồm các công dân và cựu quan chức chính phủ quan tâm tới quan hệ quốc tế của Mỹ. Castro khá cứng rắn trong suốt buổi trao đổi, khẳng định rõ Cuba sẽ không cầu xin Hoa Kỳ viện trợ kinh tế.

## Kết quả
Hàng trăm tay sai, cảnh sát và binh sĩ thời Batista bị đưa ra các phiên tòa công khai với các cáo buộc vi phạm nhân quyền, tội ác chiến tranh, sát nhân và tra tấn. Hầu hết những bị cáo bị những tòa án cách mạng kết án, có những phạm nhân bị xử bắn, những người khác nhận án tù dài hạn. Một ví dụ đáng chú ý là sau khi chiếm Santiago, Raul Castro chỉ đạo xử bắn hơn 70 tù binh là quân của Batista. Do đóng góp trong việc chiếm La Habana, Che Guevara được bổ nhiệm làm công tố viên tối cao tại pháo đài La Cabaña. Điều này nằm trong một nỗ lực lớn hơn của Fidel Castro nhằm thanh lọc lực lượng an ninh những người trung thành với Batista và các đối thủ tiềm tàng của chính phủ cách mạng mới. Mặc dù có những người bị xử bắn hoặc giam cầm do những tội ác họ gây ra dưới thời Batista, song những người khác chỉ bị sa thải khỏi quân đội và cảnh sát mà không bị truy tố, và một số quan chức cấp cao trong chính phủ Batista bị phái ra nước ngoài với thân phận là tùy viên quân sự.
Trong tháng 7 năm 1961, Tổ chức Cách mạng Tích hợp được thành lập bằng việc hợp nhất Phong trào 26 tháng 7 của Fidel Castro, Đảng Xã hội chủ nghĩa Nhân dân của Blas Roca, và Hội đổng sự Cách mạng ngày 13 tháng 3 của Faure Chomón.
Trong thập niên đầu tiên nắm quyền, chính phủ Fidel Castro tiến hành các cải cách xã hội cấp tiến trên quy mô rộng. Pháp luật được ban hành nhằm cung cấp quyền bình đẳng cho người da đen và cho nữ giới, trong khi có những nỗ lực nhằm cải thiện thông tin, y tế, nhà ở, và giáo dục. Trong chế độ Batista, nhiều cơ sở dịch vụ thể hiện sự phân biệt chủng tộc khi có 2 khu dành riêng cho người da đen và da trắng (bể bơi, bãi biển, khách sạn, nghĩa địa, v.v..). Fidel đã xóa bỏ tất cả những sự phân biệt này, ông cấm các khu dịch vụ mở những khu vực dành riêng cho mỗi chủng tộc, tất cả mọi người đều bình đẳng khi sử dụng dịch vụ.
Castro có quan điểm kiên định về đạo đức. Ông tin rằng rượu cồn, ma túy, đánh bạc và mại dâm là những tội lỗi lớn. Ông coi sòng bạc và các câu lạc bộ đêm là nguồn gốc của sự cám dỗ và suy đồi đạo đức nên sau khi lên nắm quyền (năm 1961), ông đã đề ra luật đóng cửa những cơ sở này. Mất đi cơ sở làm ăn, các thành viên mafia tham gia điều hành những nơi đã buộc phải rời Cuba. Hiện nay, Cuba là nước có tỷ lệ tội phạm thấp nhất tại khu vực châu Mỹ
Trong suốt giai đoạn lãnh đạo của mình, Fidel rất quan tâm tới phúc lợi xã hội cho người dân (giáo dục, y tế, nhà ở...). Trước cuộc cách mạng, 23,6% dân số Cuba mù chữ. Tại các vùng nông thôn, trên 50% dân số không biết đọc biết viết và 61% trẻ em không có cơ hội tới trường. Castro đã yêu cầu các sinh viên thành phố về nông thôn để dạy người dân biết chữ. Cuba giương cao khẩu hiệu: "Nếu bạn không biết, hãy học. Nếu bạn biết, hãy dạy", nhờ vậy nạn mù chữ được thanh toán. Giáo dục ở Cuba hiện nay là miễn phí ở tất cả các cấp học dưới sự kiểm soát của Nhà nước Xã hội chủ nghĩa, không có chuyện trẻ em bị thất học vì đói nghèo.
Chính quyền Cuba điều hành hệ thống y tế toàn dân và tự gánh trách nhiệm tài chính và quản lý cho toàn bộ hệ thống. Trước cách mạng, Cuba chỉ có 6.000 bác sĩ, 64% số này làm việc ở Havana, nơi sinh sống của đại đa số những người giàu có nhất. Fidel Castro đã yêu cầu các bác sĩ phải được phân bổ đều khắp đất nước, đồng thời cho xây dựng ba trường đại học y khoa mới. Bất kỳ hoạt động y tế nào mang tính chất tư nhân để thu lợi nhuận đều bị Chính phủ Cuba nghiêm cấm. Năm 1976, chương trình chăm sóc sức khỏe Cuba được đưa thành điều 50 của Hiến pháp Cuba, theo đó quy định rằng "tất cả mọi người được quyền bảo vệ và chăm sóc sức khỏe miễn phí".
Tháng 1/1998, Fidel Castro đã nói về một trong những thành tựu mà ông coi là lớn nhất trong cuộc đời mình:
| “              | Đêm nay có hàng triệu trẻ em phải ngủ ngoài đường. Nhưng không có trẻ em nào trong số đó là người Cuba" | ” |
| — Fidel Castro | |   |

Cách mạng Cuba thời Fidel Castro đã tham gia vào 17 cuộc cách mạng châu Phi, giành được chiến thắng vĩ đại ở Angola và tạo hiệu ứng suốt miền nam châu Phi. Những hình ảnh của chuyến thăm của Nelson Mandela đến gặp Fidel Castro vào năm 1991, ngay sau khi rời khỏi nhà tù sau 27 năm, vẫn hình ảnh mang tính biểu tượng của lòng biết ơn tới Cuba đóng góp cho phong trào giải phóng ở các bộ phận khác nhau của châu Phi. Fidel từng nói "Angola rất giàu tài nguyên thiên nhiên. Một số đế quốc tự hỏi tại sao chúng tôi giúp người dân Angola, nhằm đạt những lợi ích gì. Chúng tôi không nhằm bất kỳ lợi ích vật chất nào cả, mà chúng tôi đang thực hiện nghĩa vụ quốc tế cao cả" (sau này khi Fidel mất, Angola đã để quốc tang cho ông).
Minh họa ấn tượng nhất của sự cống hiến của Cuba cho cuộc tranh đấu của châu Phi là can thiệp ở Namibia và Angola chống lại chế độ phân biệt chủng tộc ở Nam Phi được sự ủng hộ của Mỹ và các cường quốc thực dân Tây Âu khác nhằm khai thác và thống trị của châu lục này. Sự trợ giúp của Fidel cho các nước châu Phi vẫn tiếp tục cho đến nay. Minh chứng đậm nét là sự hỗ trợ hào hiệp của Cuba trong cuộc chiến chống lại đại dịch Ebola cho các nước Tây Phi vào năm 2014. Sau khi Namibia độc lập, Castro gửi giáo viên Cuba, kỹ sư và bác sĩ y khoa Cuba đến để giúp tái thiết Namibia và cho đến ngày nay người dân Namibia vẫn được hưởng sự chăm sóc và tư vấn của các bác sĩ Cuba ở đây, nhờ vào lòng hảo tâm và tầm nhìn xa rộng lớn của Castro.. Sau chiến tranh, khi Angola không đủ khả năng trả nợ cho Cuba, Fidel từng nói "Chúng tôi làm Cách mạng không phải để các bạn trả tiền". Hơn 42% nhân viên y tế tại Angola là người Cuba, nhiều người quyết định ở lại sau chiến tranh. Fidel Castro được Ban lãnh đạo Liên đoàn phụ nữ dân chủ thế giới (FDIM) phong tặng là "Công dân Toàn cầu" vào ngày 5/12/2006.

### Kế hoạch lật đổ của Mỹ
Năm 1959, Fidel Castro công du Hoa Kỳ và giải thích về cách mạng. Ông nói rằng việc mình làm cách mạng là do lòng yêu nước chứ không phải là do căm thù Hoa Kỳ. Ông trấn an dư luận Mỹ rằng "Tôi biết rằng thế giới nghĩ gì về chúng tôi, rằng chúng tôi là Cộng sản, và tất nhiên chúng tôi đã giải thích rất rõ ràng rằng chúng tôi không phải là cộng sản; rất rõ ràng." Chính phủ Hoa Kỳ mặc dù ban đầu sẵn sàng công nhận chính phủ mới của Fidel Castro, song sau đó Mỹ trở nên lo ngại rằng các cuộc nổi dậy của những phong trào cách mạng cánh tả sẽ lan khắp Mỹ Latinh giống như đang diễn ra tại Đông Nam Á.. Đáp trả lại việc Fidel Castro quốc hữu hóa 3 nhà máy lọc dầu của Mỹ, Chính phủ Mỹ đã quyết định áp đặt lệnh cấm vận đối với Cuba. Ngày 16 tháng 3 năm 1960, Tổng thống Hoa Kỳ Dwight D. Eisenhower đã ra lệnh cho Cơ quan Tình báo Trung ương Hoa Kỳ (CIA) dùng Đơn vị Hoạt động Đặc biệt của mình để vũ trang, huấn luyện và chỉ đạo những nhóm Cuba lưu vong để thực hiện đổ bộ xâm lược vào Cuba, nhằm lật đổ chính quyền do Fidel Castro mới thành lập ở Cuba. Tuy nhiên cuộc phản cách mạng này đã không thành công khi bị quân đội Cuba dễ dàng đánh bại.
Để đáp trả hành động của Mỹ, chính phủ cách mạng quốc hữu hóa toàn bộ tài sản của các công ty Hoa Kỳ tại Cuba (phần lớn các công ty này là bình phong của các băng mafia Mỹ) trong tháng 8 năm 1960. Chính phủ Mỹ của Eisenhower liền đóng băng toàn bộ tài sản của Cuba trên lãnh thổ Hoa Kỳ, đoạn tuyệt quan hệ ngoại giao, và siết chặt cấm vận chống Cuba.